# هنري بيدفورد
هنري بيدفورد (1854 - )  (بالإنجليزية: Henry Bedford)‏ هو لاعب كريكت بريطاني.

## وصلات خارجية
- هنري بيدفورد على موقع إي آس بي آن كريك إنفو (الإنجليزية)